# Sunčevo vozilo
Sunčevo vozilo je vrsta električnog vozila, koja u cijelosti ili značajno koristi sunčevu energiju za pogon elektromotora. Uobičajeno je da sunčevo vozilo koristi fotonaponske ploče za pretvaranje sunčeve energije u električnu energiju. Za sada su takva vozila uglavnom u razdoblju ispitivanja, ali postoji nekoliko modela koja se mogu naći na tržištu.

## Sunčev automobil
Sunčev automobil je vrsta sunčevog vozila koja koristi sunčevu energiju za rad fotonaponskih ploča, koje se nalaze na njemu, čime se pune baterije ili akumulatori, koji pogone elektromotor, a time i čitav automobil. Sunčevi automobili se ne koriste još uvijek za promet, već uglavnom za utrke sunčevih automobila. Najznačajnija utrka sunčevih automobila je utrka World Solar Challenge preko cijele Australije. Osim te utrke, u svijetu se održavaju utrke:
- Utrka North American Solar Challenge, duž SAD i Kanade. Utrka se održava svake 2 godine, a započela je 2005.
- Utrka The Solar Car Challenge se održava svake godine u SAD-u, samo za učenike srednjih škola, a prva utrka je održana 1995.
- Utrka South African Solar Challenge se održava svake dvije godine u Južnoafričkoj Republici, a prva utrka je održana 2008.
- Utrka Victorian Model Solar Vehicle Challenge se održava svake godine u Australiji, samo za školsku djecu.
- Utrka The Cyprus Institute Solar Car Challenge 201022 je prva utrka sunčevih automobila u Cipru, održana 2010.

Održane su i neke druge utrke sunčevih automobila, kao što je Suzuka (godišnja utrka u Japanu), Phaethon (održana 2004. u Grčkoj, u sklopu Olimpijskih igara) i World Solar Rally u Tajvanu.

## Sunčev bicikl
Sunčev bicikl ili električni bicikl je sunčevo vozilo koje osim fotonaponskih ploča koristi i mehaničku energiju vozača za pogon. Takvo lagano i jeftino vozilo je moguće voziti bez korištenja fosilnih goriva. Brojni Japanci na posao putuju poluelektričnim biciklom, a odsad će baterije za njih moći puniti u mnogim gradskim parkovima opremljenima fotonaponskim pločama. Taj sustav punjenja baterija u parkovima bit će povezan s akumulatorom za skladištenje energije iz sunčeva izvora i korisnici će moći baterije za svoje bicikle puniti i noću i za kišovitih dana. Kako bi još više potaknuli vožnju biciklom, veliki japanski proizvođači, specijalizirani za proizvodnju baterija na punjenje, predlažu vrlo popularne kombinirane ili hibridne bicikle koji korisnicima smanjuju tjelesni napor. Takve bicikle rado kupuju osobe u starijoj životnoj dobi i majke koje djecu biciklima voze u školu.

## Sunčev vlak
Sunčev vlak, prvi vlak u Europi na sunčevu energiju, prošao je put od Antwerpena do granice s Nizozemskom, u lipnju 2011. Vlak koji povezuje Pariz i Amsterdam bit će prvi na Starom kontinentu koji će na jednoj dijelu upotrebljavati kao pogonsko gorivo struju iz fotonaponskih ploča, koje su postavljene iznad tunela kojim prolazi pruga. Taj tunel u Antwerpenu, na sjeveru Belgije, dug je 3,6 kilometara, a ima 16 000 fotonaponskih ploča ukupne površine 50 000 četvornih metara. Fotonaponske ćelije proizvest će toliko električne struje da ona neće samo služiti vlaku, nego će biti isporučivana i gradu Antwerpenu. U godini će se proizvesti struje koliko bi zadovoljilo potrebe gotovo tisuću obitelji. Fotonaponske ploče istodobno će u dvadeset godina “uštedjeti” atmosferi 47 milijuna kilograma ugljikovog dioksida.  Sličnih rješenja ima i u drugim državama Europske unije. U Italiji postavljaju fotonaponske ploče na krovove vagona, čime se osigurava struja za klimatizaciju vagona, a u Francuskoj za klimatizaciju i osvjetljenje.

## Sunčevo plovilo
Sunčeva plovila su bila do sada se uglavnom koristila za rijeke i kanale, ali su se počela ispitivati plovila na sunčev pogon i za veće udaljenosti.  

### Tûranor PlanetSolar
Tûranor PlanetSolar ili samo PlanetSolar je sunčevo plovilo (katamaran), koje se u cijelosti opskrbljuje sa sunčevom energijom, za pogon svoja dva elektromotora. Sagrađen je u Kielu (Njemačka) i porinut u more 31. ožujka 2010. Jahta je pokrivena s oko 500 m2 fotonaponskih ploča, koje daju snagu od 93 kW. Katamaran je dugačak 30 metara i širok 35 metara, a ima baterije koje teže 13 tona. Brzina kretanja je do 14 čvorova (26 km/h). S napunjenim baterijama može tri dana voziti bez sunčeve svjetlosti. Cijena je bila oko 12,5 milijuna eura.

## Sunčeva letjelica
Sunčeva letjelica je vrsta električne letjelice, koju pokreće elektromotor, umjesto motora s unutrašnjim izgaranjem, a električna struja dolazi uglavnom od fotonaponskih ploča i od baterija (akumulator) gdje se energija uskladištuje. Sunčeve letjelice su uglavnom još uvijek u razdoblju ispitivanja, uključivši bespilotne letjelice i letjelice s ljudskom posadom. Solar Impulse zacijelo je najambiciozniji projekt takvog tipa.